# El cuento del tío
El cuento del tío es el nombre que recibe en América del Sur (principalmente Argentina, Chile, Uruguay y Bolivia) un tipo de estafa, en la que se aprovecha de la confianza y ambición de las personas por obtener grandes beneficios fácilmente. El cuento del tío tiene muchas variantes, sin embargo, la esencia es la misma: aprovecharse de la inocencia y codicia de la víctima y una gran capacidad del estafador de actuar y contar una historia creíble.
Básicamente consiste en estafar a una persona haciéndole creer que está realizando un buen negocio al intercambiar su dinero por un objeto que presumiblemente tiene mayor valor, pero que en realidad es falso o carece del valor indicado. Por ejemplo, cambiar dinero por un boleto de la lotería, gran cantidad de dinero en efectivo, un cheque, una herencia, un reloj, un paquete o un premio.
En Chile El cuento del tío, además se refiere a una serie de televisión transmitida por Televisión Nacional de Chile (TVN) y presentada por el periodista Carlos Pinto.

## Historia
El nombre viene de la historia que cuenta el estafador de que ha recibido una abundante herencia de un tío lejano. El estafador pide dinero a su víctima para poder hacer un viaje, con la promesa de que se lo devolverá en una cantidad varias veces superior al monto prestado. El estafador se va y nunca más aparece.
En 1913 el gobierno de Italia publicó El manual del inmigrante italiano, que contenía consejos y advertencias para los ciudadanos que emigraban a la Argentina, incluyendo una descripción sobre la estafa:

«Desconfíe de quien no tenga la ropa ni la autoridad para acercarse, no escuche ni historias maravillosas ni casos piadosos y sosténgase por el momento incapaz de prestar la mínima ayuda a cualquiera y muy especialmente a los que le digan haber hecho el viaje con usted, cosa que no se sabe nunca si es verdad. Sepa que existe un notable sistema para engañar al inmigrante que acaba de desembarcar; es el llamado 'cuento del tío' y que en Italia se conoce como trufa all'americana.

Consiste en pedir dinero al recién llegado mediante todo tipo de pretextos que no estoy en condiciones de enumerar ni describir. Muy a menudo los diarios dan cuenta de estos casos con historias bastante ingeniosas, donde muchas veces la víctima hace la figura del papanatas y otras, la de un individuo de conciencia elástica que no vacila en aceptar ganancias ilícitas. La habilidad de los embusteros consiste en comprometer a su víctima de tal modo que, dado el golpe, ésta no lo denuncie por temor a confesar su inconsciente complicidad. En un gran número de casos la Policía no llega a conocer a los del cuento del tío que se ha consumado dañando a uno o a otro. ¿Conoce el proverbio 'hombre avisado, medio salvado'? ¡Atención entonces! Su natural desconfianza estará bien empleada en estos casos.»

Actualmente esta técnica se ha modernizado con nuevas técnicas más sofisticadas. En Chile, por ejemplo, las principales víctimas son los niños, adultos mayores y asesoras del hogar (servicio doméstico).
En Colombia este tipo de estafas son conocidas con el nombre de Paquete chileno y el caso más común es cuando un estafador engaña a la víctima con un fajo de billetes de alta denominación (generalmente lo tiran en la calle para que la víctima lo recoja) y luego le pide una cantidad de dinero para que se quede con todo el fajo. La víctima al ver la situación beneficiosa generalmente acepta pero después se da cuenta de que el fajo sólo tiene un billete real y el resto es papel periódico o billetes de juguete.
En la actualidad y con el desarrollo de las tecnologías, el cuento del tío se ha modernizado y hay nuevas técnicas como la llamada millonaria donde el estafador llama a la víctima potencial y haciéndose pasar por un familiar en problemas, un miembro de la fuerza pública que tiene un familiar retenido o un supuesto concurso informando que ha ganado un premio. El estafador busca convencer a la víctima para que le de dinero bien sea por recargas de celular o por medio de un giro en una agencia de giros, con el fin de solucionar el problema, liberar al familiar retenido o recoger el premio. Después de lograr el objetivo, el estafador desaparece y el celular del que llamó generalmente lo deshabilitan.
También el cuento del tío ha pasado al entorno de los mundos virtuales. En aplicaciones como Second Life o IMVU muchos estafadores envían mensajes a potenciales víctimas informando que han ganado una cuantiosa cantidad de dinero virtual para usar en las aplicaciones con un enlace para que reclame el premio, la víctima entra al enlace que lleva a un inicio de sesión donde pide usuario y contraseña pero este no es de la aplicación oficial. Posteriormente los estafadores obtienen usuarios y claves y entran con esta información para robar las cuentas y robar todo el dinero virtual para luego cometer acciones indebidas que lleven a la suspensión de la cuenta.